# Традиционная монгольская медицина
Традиционная монгольская медицина развивалась среди монгольского народа в течение многих лет. Монгольские медики были широко известны в Китае и Тибете.

## История
Монголы разработали систему медицины в соответствии со своим образом жизни. Она значительно отличалась от медицины соседних народов. Причиной популярности монгольских врачей в Китае эпохи Юань оказалась способность лечить переломы, боевые ранения и делать успешные хирургические операции. Ряд монгольских методик были заимствованы китайской медициной.
Со временем монгольская медицина стала популярной в Тибете благодаря тому, что некоторые Далай-ламы имели личных врачей-монголов.
В Китае маньчжурские императоры пользовались услугами монгольских врачей, которые ставили диагноз, исследуя язык, мочу и пульс больного.

## Современный статус
Сегодня Монголия является одной из немногих стран, которые официально поддерживают свои традиционные системы медицины.
В КНР, где также проживает значительное число этнических монголов, традиционная монгольская медицина признаётся правительством как одна из систем традиционной народной медицины наряду с тибетской и китайской. В местных нормативных актах автономных административно-территориальных единиц можно встретить положения о политике «сочетания современной медицины и традиционной народной медицины». В ряде китайских учебных заведений, таких как Медицинский Университет Внутренней Монголии, Университет Внутренней Монголии и Чифэнский Университет существует бакалавриат, магистратура и докторантура по специальности «монгольская медицина» (код специальности 100503). Несмотря на это, сторонники независимости Внутренней Монголии от Китая обвиняют власти КНР в преследовании последователей традиционной монгольской медицины.

## Терапия

### Минералы
В монгольской медицинской литературе упоминается использование минералов, как правило, в виде порошков.

### Растительное сырьё
Растительное сырьё было основой монгольской медицины; так, существовала легенда о том, что любое растение можно использовать в качестве лекарства. По утверждениям врачей:
Все эти цветки, на которых сидят бабочки, годны в медицине при различных заболеваниях. Можно есть такие цветки без каких-либо колебаний. Цветок, на котором не сидят бабочки, ядовит, но при правильном применении (укрощении) он может быть полезным медицине.

### Вода
Одним из необычных аспектов монгольских медицины является использование воды в качестве лекарства. Вода собранная из любых источников, могла храниться в течение многих лет, и была готова к использованию. Она расстраивает кислотность желудка и применяется во многих водных процедурах.

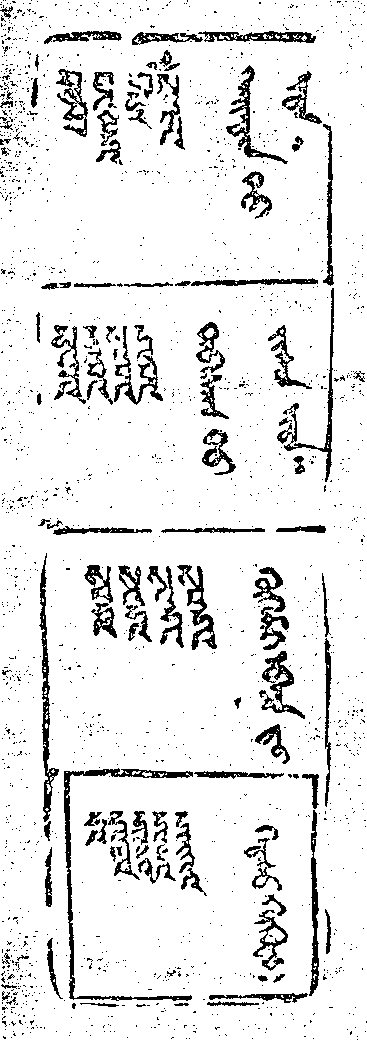
Бумага с тибетскими заклинаниями

### Дом
Дом является бытовой традицией лечения, на этом основаны многие суеверия - так, верится что картина осла, висящая над кроватью ребенка поможет ему спать. При подсчете частоты дыхания также заявлено облегчение психологических проблем и страданий.

### Поедание бумаги с заклинаниями
На востоке Монголии был исторический обычай есть клочки бумаги со словами, напечатанными на них, для избавления от болезни. Они печатаются на листках около 24x29 мм на тибетском языке, с переводом на монгольский язык. Данная практика, очевидно, заимствована из тибетской медицины.